# Linda Lorin
Linda Lorin (* 4. November 1973 in Paris) ist eine französische Journalistin sowie Fernseh- und Radiomoderatorin.

## Beruflicher Werdegang

### Radio
Ihre ersten beruflichen Erfahrungen machte sie als Hörfunkmoderatorin im Jahr 1998 beim französischen Sender Radio France Internationale mit der Sendung Bande Passante. Im selben Jahr, am 13. Juli 1998, hatte sie ihr Debüt auf Ouï FM, wo sie mit der Sendung Linda en roller avec Tattoo in Paris unterwegs war, um die Zuhörer an ungewöhnliche bzw. unbekanntere Orte zu führen. Im Januar 2010 beendete Lorin ihr Arbeitsverhältnis mit dem Sender und wechselte zu Europe 1. Seit September 2012 ist sie bei Radio Nova tätig und moderiert diverse Sendungen.

### Fernsehen
Parallel zum Hörfunk ist sie als Fernsehmoderatorin bei verschiedenen Formaten der Sender France 4, France 5, MCM, Canal+ und TPS Star tätig.
Seit dem 13. März 2017 moderiert sie das Kulturmagazin Stadt Land Kunst auf Arte in französischer Sprache, die in Deutsch überblendet wird. Im Februar 2022 wurde die 1000. Sendung mit ihr ausgestrahlt.